# Fessevillers
Fessevillers est une commune française située dans le département du Doubs, la région culturelle et historique de Franche-Comté et la région administrative Bourgogne-Franche-Comté. 
Fessevillers est une étape de randonnée sur le GR5.

## Géographie
| Les Plains-et-Grands-Essarts | Indevillers  | Goumois ( Suisse),Jura |
| Trévillers                   | Fessevillers | Goumois                |
| Ferrières-le-Lac             | Belfays      | Urtière                |

### Toponymie
Fischwilar en 1168, 1177 ; Fesseveler en 1308 ; Fischvillar en 1431.
Fessevillers est une commune installée sur le versant nord-ouest de la vallée du Doubs, touchant sa rive gauche et à la frontière suisse sur 250 mètres. Elle est riveraine avec les communes d'Indevillers, Les Plains-et-Grands-Essarts, Trévillers, Ferrières-le-Lac, Belfays, Urtière, Goumois ainsi que la commune  suisse de Saignelégier.
Le village de Fessevillers est en bordure du plateau de Maîche, placé sur un passage reliant ce plateau de Maîche aux Franches-Montagnes suisses, franchissant le Doubs sur le pont de Goumois.
Le hameau du Plain s´étend sur un replat dans la côte descendant vers le Doubs, ayant formé une section avec le hameau de Montsacier-Dessous ; ce hameau est généralement en étroite relation avec le moulin du Plain situé au bord du Doubs, mais sur le territoire de la commune d'Indevillers, ainsi que les lieux des Champs du Doubs et de la Caborde.

### Climat
Pour des articles plus généraux, voir Climat de la Bourgogne-Franche-Comté et Climat du Doubs.
En 2010, le climat de la commune est de type climat de montagne, selon une étude du Centre national de la recherche scientifique s'appuyant sur une série de données couvrant la période 1971-2000. En 2020, Météo-France publie une typologie des climats de la France métropolitaine dans laquelle la commune est exposée à un climat de montagne ou de marges de montagne et est dans la région climatique  Jura, caractérisée par une forte pluviométrie en toutes saisons (1 000 à 1 500 mm/an), des hivers rigoureux et un ensoleillement médiocre. 
Pour la période 1971-2000, la température annuelle moyenne est de 7,4 °C, avec une amplitude thermique annuelle de 16,7 °C. Le cumul annuel moyen de précipitations est de 1 255 mm, avec 12 jours de précipitations en janvier et 11,8 jours en juillet. Pour la période 1991-2020, la température moyenne annuelle observée sur la station météorologique de Météo-France la plus proche, « Maiche », sur la commune de Maîche à 9 km à vol d'oiseau, est de 7,7 °C et le cumul annuel moyen de précipitations est de 1 433,0 mm. 
La température maximale relevée sur cette station est de 34,9 °C, atteinte le 25 juillet 2019 ; la température minimale est de −26,8 °C, atteinte le 1er mars 2005,,. 
Les paramètres climatiques de la commune ont été estimés pour le milieu du siècle (2041-2070) selon différents scénarios d'émission de gaz à effet de serre à partir des nouvelles projections climatiques de référence DRIAS-2020. Ils sont consultables sur un site dédié publié par Météo-France en novembre 2022.

## Urbanisme

### Typologie
Au 1er janvier 2024, Fessevillers est catégorisée commune rurale à habitat dispersé, selon la nouvelle grille communale de densité à 7 niveaux définie par l'Insee en 2022.
Elle est située hors unité urbaine et hors attraction des villes,.

### Occupation des sols
L'occupation des sols de la commune, telle qu'elle ressort de la base de données européenne d’occupation biophysique des sols Corine Land Cover (CLC), est marquée par l'importance des forêts et milieux semi-naturels (48,6 % en 2018), en augmentation par rapport à 1990 (46,3 %). La répartition détaillée en 2018 est la suivante : forêts (48,6 %), prairies (25,4 %), zones agricoles hétérogènes (21,6 %), zones urbanisées (4,4 %). L'évolution de l'occupation des sols de la commune et de ses infrastructures peut être observée sur les différentes représentations cartographiques du territoire : la carte de Cassini (XVIIIe siècle), la carte d'état-major (1820-1866) et les cartes ou photos aériennes de l'IGN pour la période actuelle (1950 à aujourd'hui).

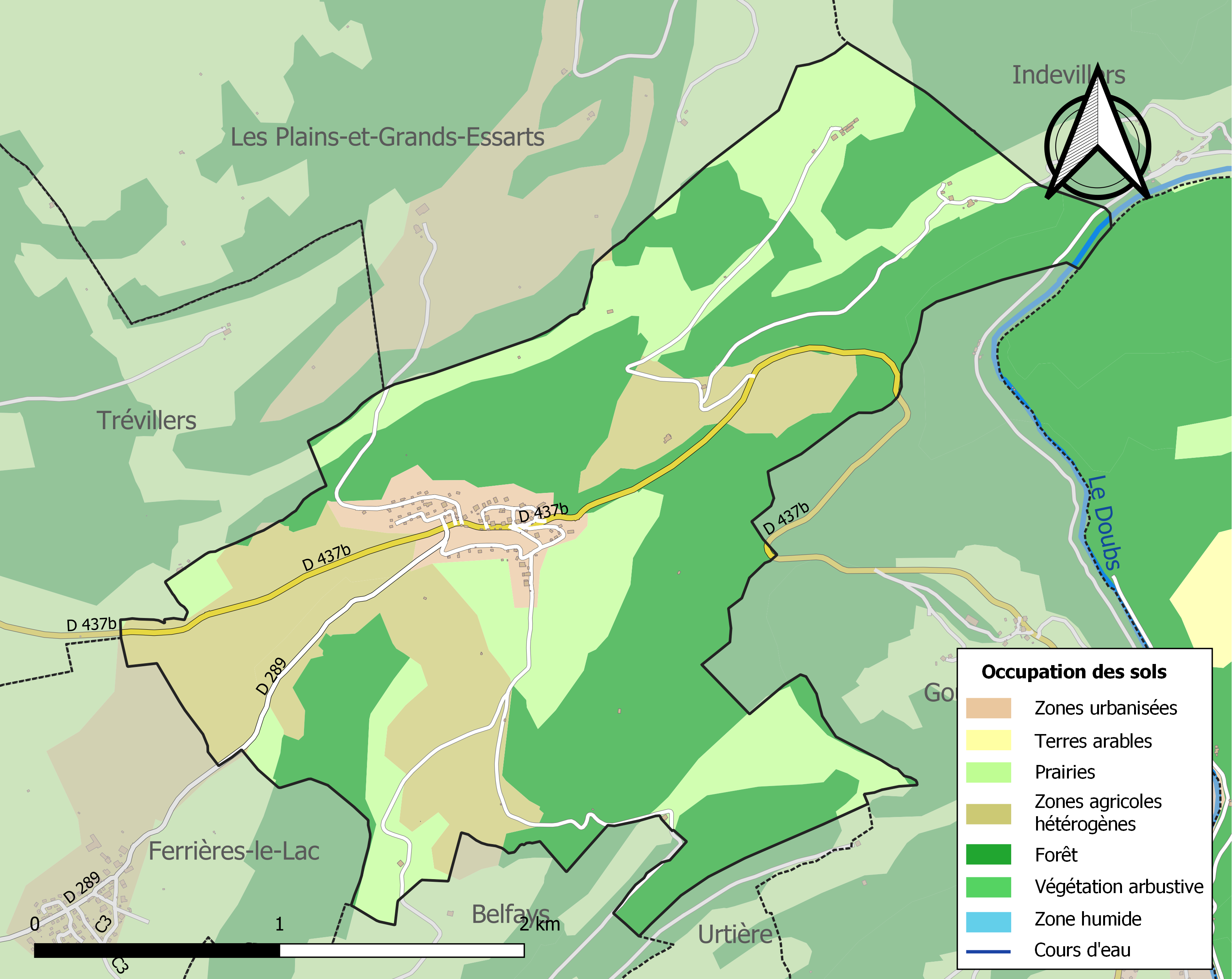
Carte des infrastructures et de l'occupation des sols de la commune en 2018 (CLC).

## Histoire
Fessevillers est connu d'après des documents concernant son église écrits depuis 1168, appelée alors Fischwilar. C´est l´un des plus anciens villages historiquement connus dans cette région de la boucle la plus orientale du Doubs, appelée le Clos du Doubs franco-suisse. Dans cette région, en 1177, l'église de Fessevillers avait le titre d'église-mère et elle desservait quatre chapelles à Indevillers, Courtefontaine, Trévillers et Charmauvillers, dans lesquelles étaient délégués des vicaires.
Du fait de sa situation, Fessevillers subit de nombreux passages des troupes militaires et d´importance destructions, notamment au cours de la guerre des Deux Bourgogne en 1474-1475, et de la guerre de Dix Ans (1634 - 1644).
À la fin du XVIIe siècle, une verrerie s'établit à La Caborde au bord du Doubs et fonctionna de 1691 à 1716, utilisant le bois des forêts des côtes du Doubs. Des verriers de la Caborde, Jean  Raspiller (1703) et Melchior Schmitt (1704) sont inhumés dans l'église de Fessevillers où l'on voit encore leurs pierres tombales. Georges Raspiller, frère de Jean, doit y être également, mais il est difficile de l'identifier : plusieurs pierres dans l'église, avec des symboles « verriers », mais sans inscriptions.
À 2,5 km du village, vers l'est, le hameau du Plain comptait une trentaine d'habitants au XIXe siècle.

## Héraldique
| Blason de Fessevillers | Blason  | Coupé : au 1er d'azur chargé à dextre d'un soleil d'or et à senestre d'une croix potencée et alésée d'argent cantonnée de quatre croisettes du même, au 2e de sinople à la roue de moulin d'argent. |
| Blason de Fessevillers | Détails | Le statut officiel du blason reste à déterminer. |

## Politique et administration
| Période                                  | Période                     | Identité                                      | Étiquette | Qualité     |
| ---------------------------------------- | --------------------------- | --------------------------------------------- | --------- | ----------- |
| mars 2001                                | 2014                        | Robert Cattin                                 |           |             |
| mars 2014                                | En cours (au 1er juin 2020) | Thierry Verney Réélu pour le mandat 2020-2026 | SE        | Agriculteur |
| Les données manquantes sont à compléter. |                             |                                               |           |             |

## Démographie
L'évolution du nombre d'habitants est connue à travers les recensements de la population effectués dans la commune depuis 1793. Pour les communes de moins de 10 000 habitants, une enquête de recensement portant sur toute la population est réalisée tous les cinq ans, les populations de référence des années intermédiaires étant quant à elles estimées par interpolation ou extrapolation. Pour la commune, le premier recensement exhaustif entrant dans le cadre du nouveau dispositif a été réalisé en 2004.

En 2022, la commune comptait 159 habitants, en stagnation par rapport à 2016 (Doubs : +1,88 %, France hors Mayotte : +2,11 %).
| 1793 | 1800 | 1806 | 1821 | 1831 | 1836 | 1841 | 1846 | 1851 |
| ---- | ---- | ---- | ---- | ---- | ---- | ---- | ---- | ---- |
| 200  | 173  | 159  | 205  | 234  | 235  | 244  | 250  | 264  |

| 1856 | 1861 | 1866 | 1872 | 1876 | 1881 | 1886 | 1891 | 1896 |
| ---- | ---- | ---- | ---- | ---- | ---- | ---- | ---- | ---- |
| 228  | 229  | 225  | 179  | 217  | 213  | 219  | 190  | 201  |

| 1901 | 1906 | 1911 | 1921 | 1926 | 1931 | 1936 | 1946 | 1954 |
| ---- | ---- | ---- | ---- | ---- | ---- | ---- | ---- | ---- |
| 171  | 173  | 155  | 135  | 118  | 117  | 122  | 136  | 129  |

| 1962 | 1968 | 1975 | 1982 | 1990 | 1999 | 2004 | 2006 | 2009 |
| ---- | ---- | ---- | ---- | ---- | ---- | ---- | ---- | ---- |
| 111  | 94   | 91   | 117  | 105  | 139  | 160  | 166  | 175  |

| 2014 | 2019 | 2022 | - | - | - | - | - | - |
| ---- | ---- | ---- | - | - | - | - | - | - |
| 160  | 157  | 159  | - | - | - | - | - | - |

## Lieux et monuments
- Église Saint-Maurice de Fessevillers dont la première mention remonte au XIIe siècle, date du XVe siècle et a été fortement remaniée au XIXe siècle. L'église Saint-Maurice est inscrite aux monuments historiques depuis 1998.
- La chapelle Sainte-Anne-du-Plain
- Cimetière anabaptiste de Montsasier

Dans ce hameau, une chapelle a été édifiée à la fin du XVe siècle. Une inscription au fronton du retable surmontant l'autel, rappelle que « cette chapelle a été fondée en l'honneur de tous les saints par la famille des Voisard du Plain et de Montsacier en l'an 1482 ». Cette chapelle privée fut longtemps « commune et bien » des familles Voisard, puis appartint au propriétaire de la ferme voisine. Aux familles Voisard, ont succédé les familles Choulet. Dédiée à tous les saints, elle fut bientôt dénommée chapelle Sainte-Anne comme en témoigne une pierre tombale de 1618 de la chapelle d'Indevillers, ancienne église de ce village. Pendant la Révolution française, son statut de bien privé lui permit d'échapper à la nationalisation et à la vente. Une nouvelle cloche est installée en 1804 au moment de sa réouverture comme chapelle.
Au long du XIXe siècle, elle est gérée par les chefs de famille, Voisard, puis Choulet, réunis en une fabrique, tenant registre des recettes et des dépenses. À de nombreuses reprises il fallut faire des travaux de réparation, en raison de la vétusté, d´un incendie de la ferme proche en 1833, de plusieurs atteintes de la foudre.
Actuellement, a lieu un pèlerinage le dernier dimanche de juillet rassemblant 3 à 400 personnes.
Elle a bénéficié de deux vitraux modernes créés et réalisés par le maître-verrier Hubert Deininger et remis à la chapelle en 2002 par la famille de Rainer Voisard d'Ulm.
Depuis cette époque, une association des « Amis de la chapelle du Plain » veille, avec les membres de la famille Choulet, à maintenir ouverte et accueillant cette chapelle de Sainte-Anne-du-Plain, au milieu de la prairie.

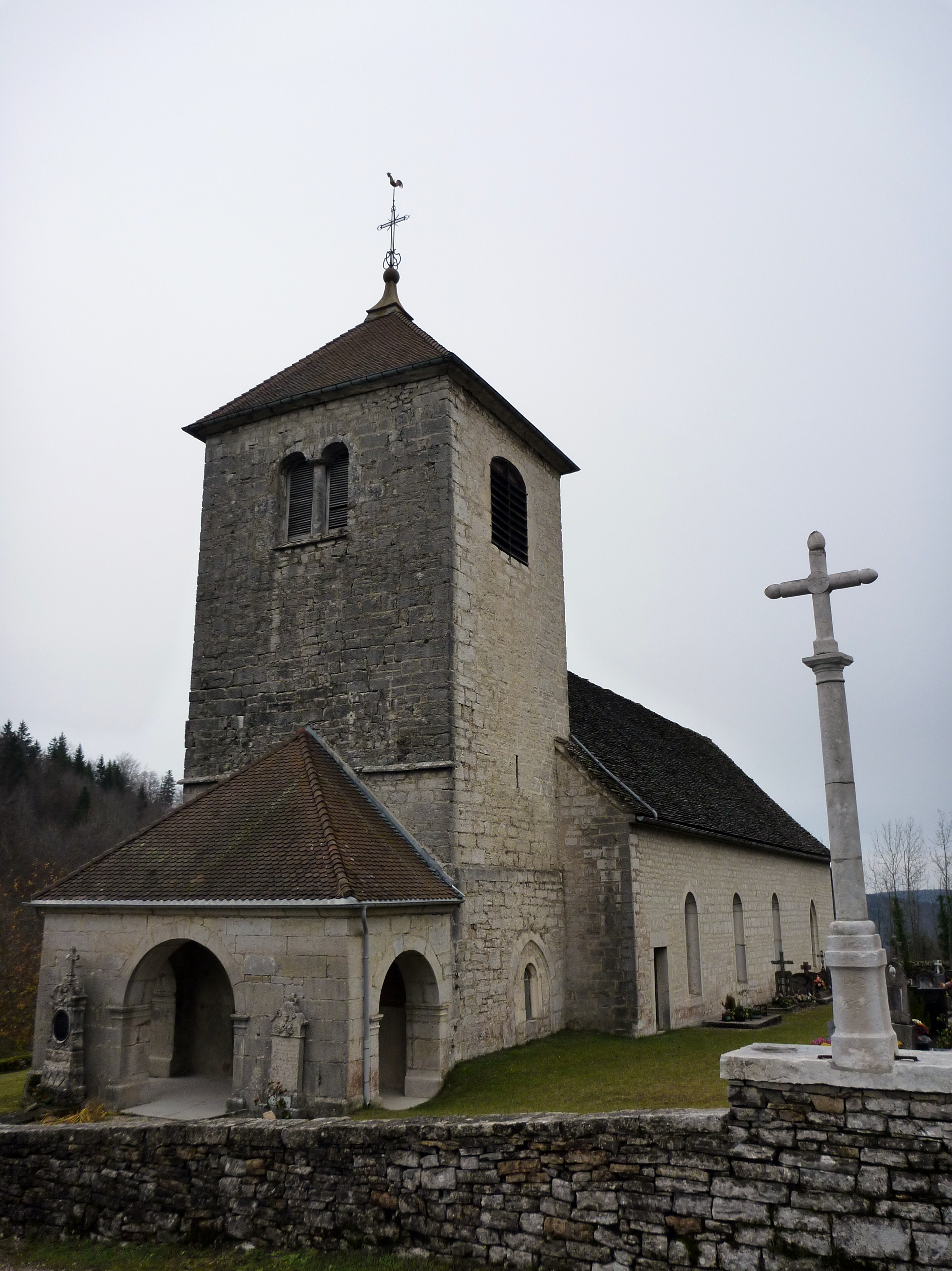
Église.
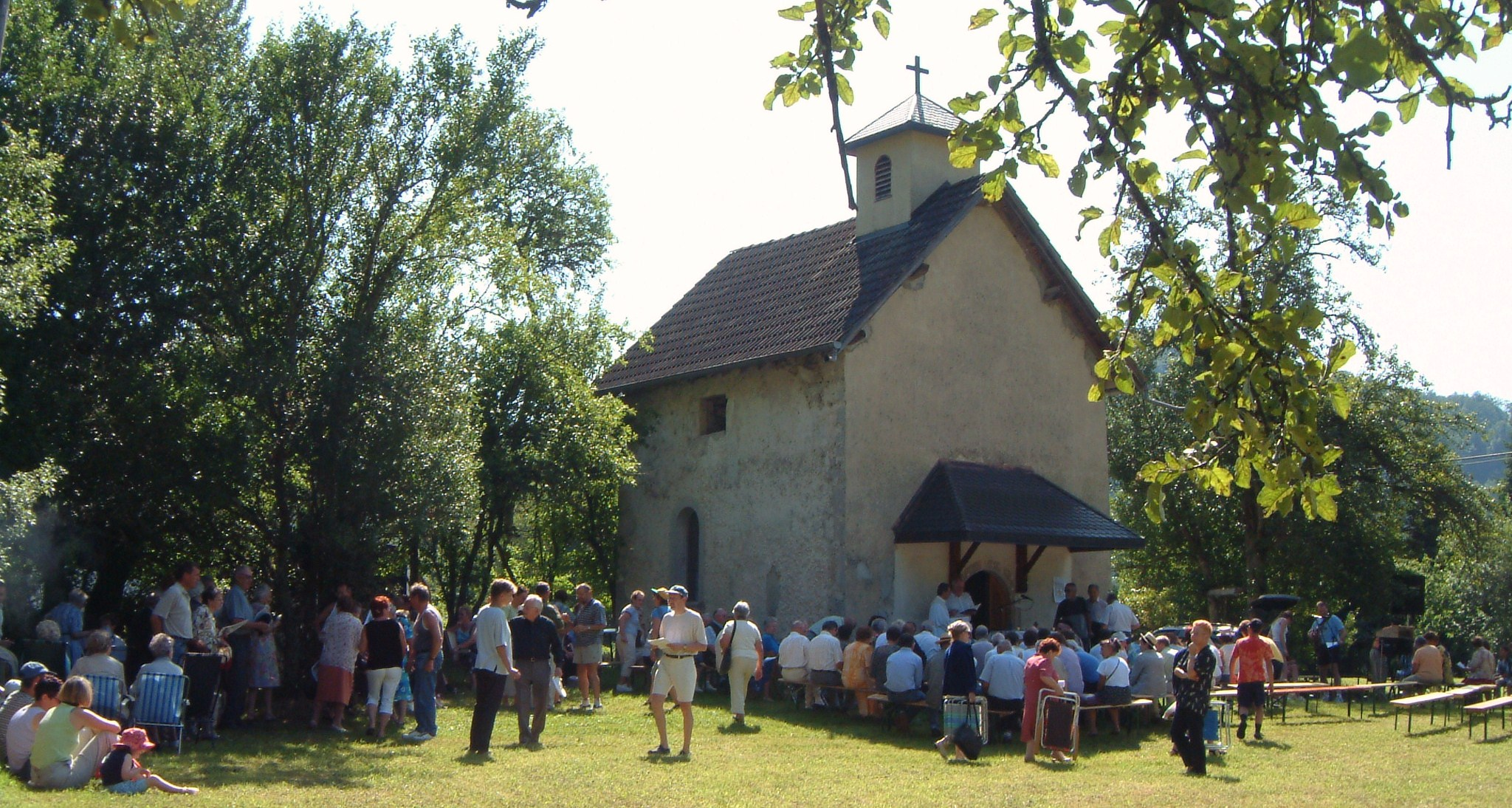
Chapelle du Plain.
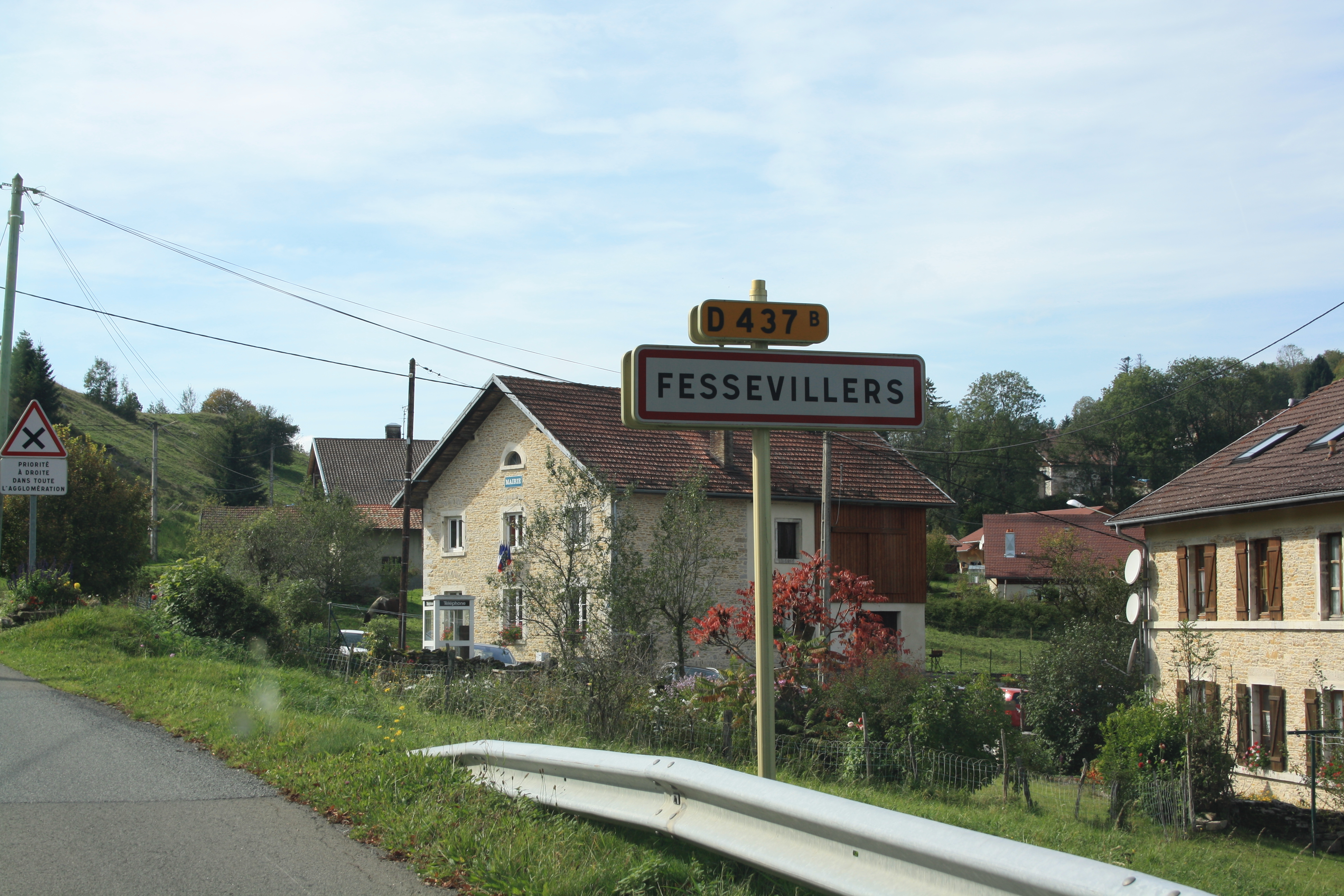
Entrée du village.
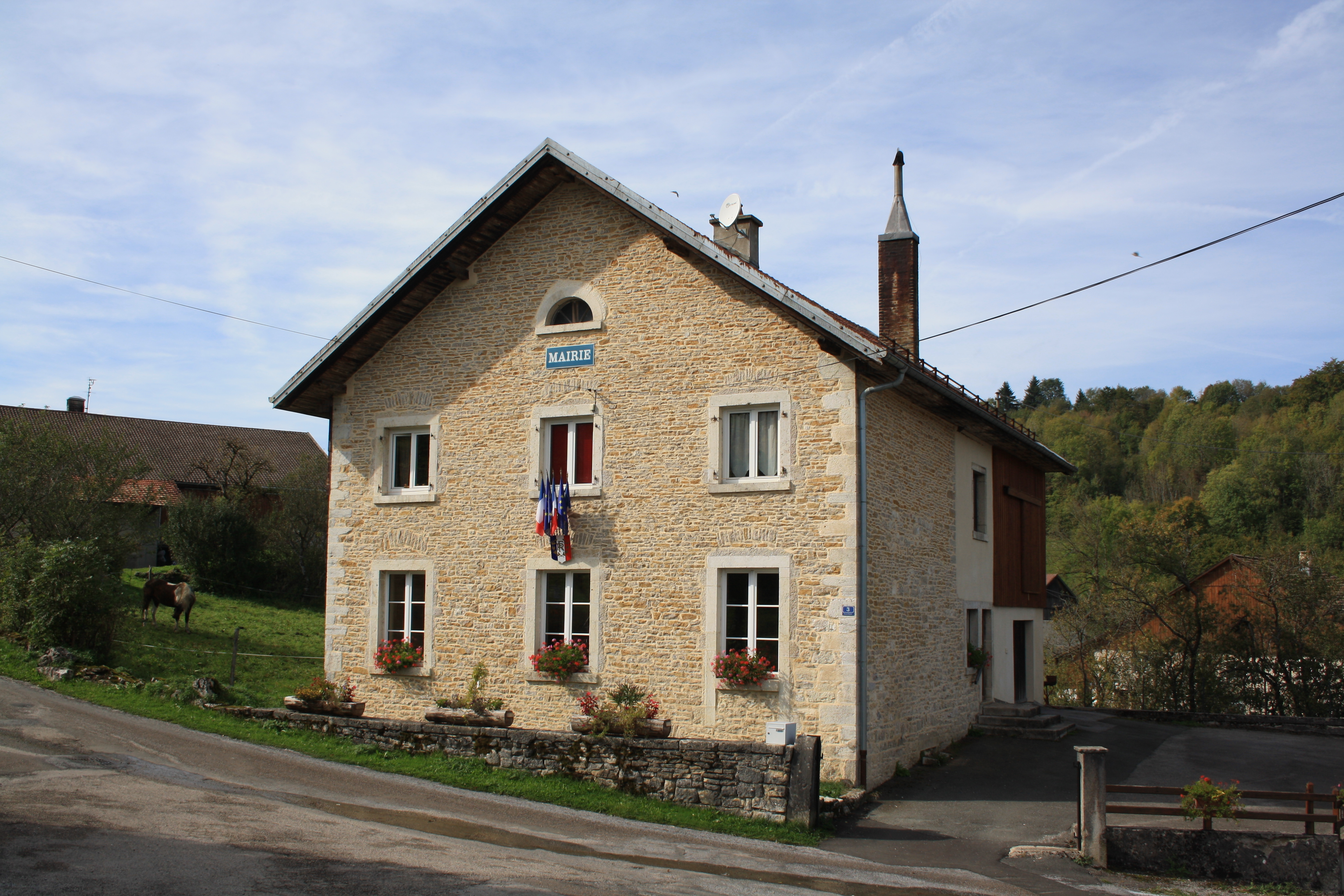
Mairie.
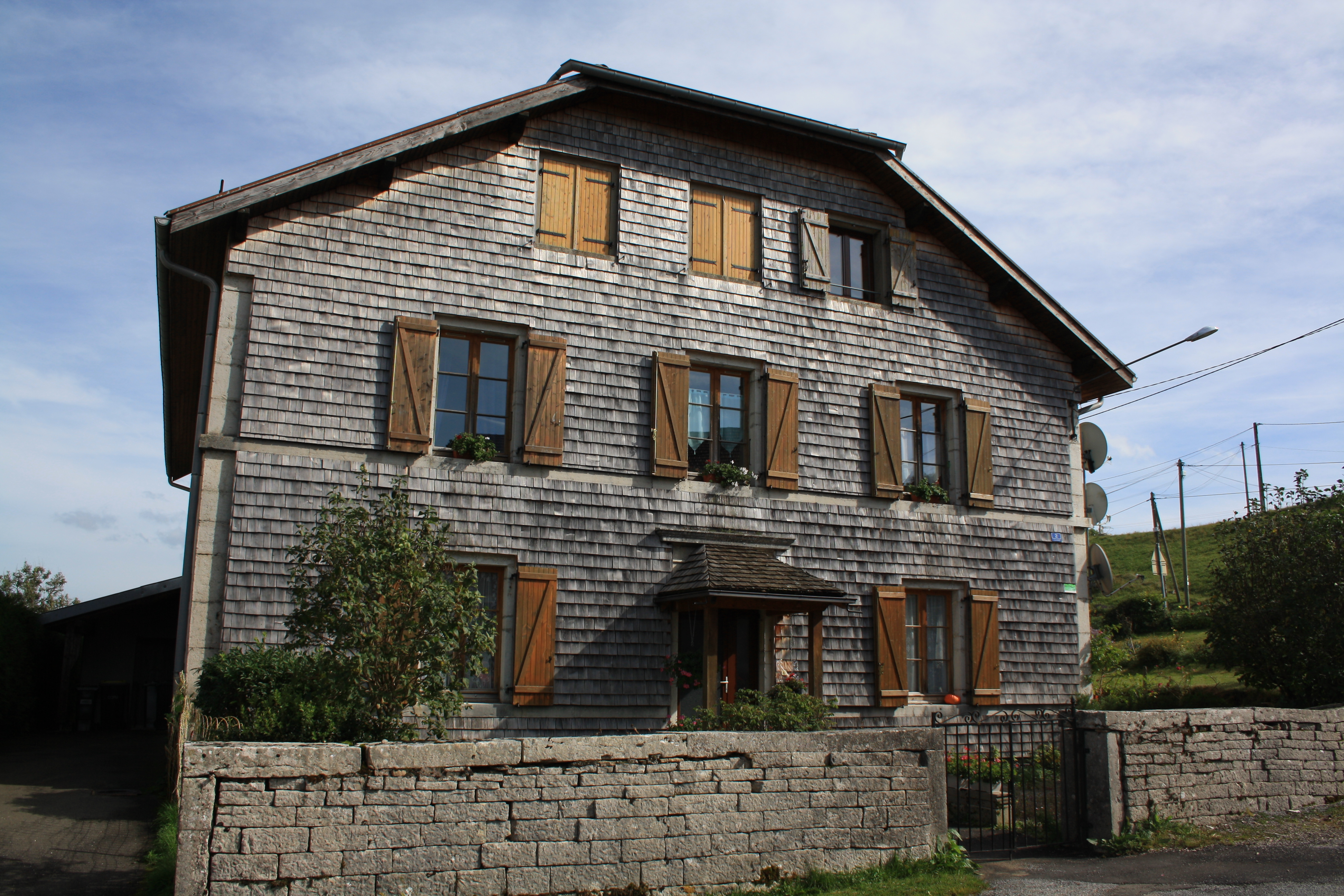
Maison.